# 정구양
정구양(1984년 1월 18일 ~ )은 대한민국의 희극 배우이다.

## 학력
- 서강정보대학 학사

## 출연작

### 방송
- 개그스타 (KBS2)
- 개그공화국 (MBN)